# Kip Peak
Kip Peak är en bergstopp i Antarktis. Den ligger i Östantarktis. Nya Zeeland gör anspråk på området. Toppen på Kip Peak är 3 014 meter över havet, eller 29 meter över den omgivande terrängen. Bredden vid basen är 1,0 km.
Terrängen runt Kip Peak är huvudsakligen kuperad, men västerut är den bergig. Trakten är obefolkad. Det finns inga samhällen i närheten.